# Russell Tovey

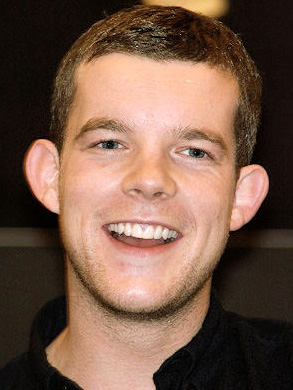
Russell Tovey auf der Collectormania Midlands im April 2009

Russell George Tovey (* 14. November 1981 in Essex, England) ist ein englischer Schauspieler, der für Fernsehen, Filme, Theater und Hörspiele arbeitet.

## Biografie
Tovey begann seine Schauspielkarriere bereits als Kind. Er wuchs in Billericay in Essex auf, wo er ersten Schauspielunterricht an der Shenfield High School durch den Schauspieler Ralph Morse erhielt.
Seine Fernsehlaufbahn startete 1994 bei der BBC, als er in der britischen Kinderserie Mud auftrat. 2004 spielte er die Rolle des Rudge in Alan Bennetts Drama Die History Boys – Fürs Leben lernen am Londoner National Theatre und führte das Stück danach am Broadway und in Sydney, Wellington und Hongkong auf. Er spielte diese Rolle auch in der gleichnamigen Verfilmung und einem BBC-Hörspiel.
Danach stieg sein Bekanntheitsgrad in Großbritannien wegen Auftritten in Fernsehserien wie Messias (2005), Doctor Who (2007, 2010), Annually Retentive (2007), Being Human (2008–2013) und Little Dorrit (2008). In der Fantasyserie Being Human verkörperte Tovey vier Staffeln lang den Werwolf George. Die Serie war auch international erfolgreich, sodass der Sender Syfy von 2011 bis 2014 eine Adaption der Serie in den Vereinigten Staaten sendete. In der zweiten Staffel der Serie Looking gehörte Tovey zum Hauptcast. Seit 2015 spielt Russell Tovey in dem britischen Drama Banished ebenfalls eine der Hauptrollen. 2023 war er erneut neben Priyanka Chopra Jonas in der Liebeskomödie Love Again zu sehen.

## Filmografie (Auswahl)

### Fernsehen
- 2001: Agatha Christie’s Poirot – Das Böse unter der Sonne (Evil under the Sun, Fernsehfilm)
- 2002: Silent Witness (Fernsehserie, 2 Episoden)
- 2005: Messias
- 2005: My Family and Other Animals
- 2007: Annually Retentive (5 Episoden)
- 2007, 2008: Gavin & Stacey (Episoden 1x05 und 2x06)
- 2007, 2010: Doctor Who (2 Episoden)
- 2008–2012: Being Human (24 Episoden)
- 2008: Ashes to Ashes – Zurück in die 80er (Ashes to Ashes, Episode 1x05)
- 2008: Agatha Christie’s Marple (Fernsehserie, 1 Episode)
- 2008: Mutual Friends (Episode 1x05)
- 2008: Little Dorrit (10 Episoden)
- 2010–2013: Him & Her (25 Episoden)
- 2011: Sherlock – Die Hunde von Baskerville (The Hounds of Baskerville, Fernsehfilm)
- 2013–2015: The Job Lot (18 Episoden)
- 2014–2015: Looking (15 Folgen)
- seit 2015: Banished
- 2016: The Night Manager (1 Episode)
- 2016–2018: Quantico (31 Episoden)
- 2017: The Flash (Fernsehserie, Episode 4x08)
- 2017: DC’s Legends of Tomorrow (Fernsehserie, Episode 3x08)
- 2019: Supergirl (Fernsehserie, Episode 5x09)
- 2019: Years and Years (4 Episoden)
- 2022: American Horror Story: NYC (Fernsehserie, 10 Episoden)
- 2023: The Fortress (Festning Norge, Fernsehserie)

### Filme
- 2001: Des Kaisers neue Kleider – Regie: Alan Taylor
- 2006: Die History Boys – Fürs Leben lernen – Regie: Nicholas Hytner
- 2009: Drop (Kurzfilm) – Regie: Gavin Toomey
- 2012: Die Piraten! – Ein Haufen merkwürdiger Typen (The Pirates! – In an Adventure with Scientists)
- 2012: Grabbers
- 2012: Tower Block
- 2014: Pride
- 2016: The Pass
- 2019: The Good Liar – Das alte Böse (The Good Liar)
- 2023: Love Again
- 2025: Plainclothes